# Forst-Längenbühl
Forst-Längenbühl est une commune suisse du canton de Berne, située dans l'arrondissement administratif de Thoune.
Elle résulte de la fusion des anciennes communes de Forst et de Längenbühl au 1er janvier 2007.